# Ave, Caesar, morituri te salutant
Ave, Caesar, morituri te salutant або Ave, Imperator, morituri te salutant (лат. Здрастуй, Цезарю (Імператоре), приречені на смерть вітають тебе) — традиційне привітання гладіаторів до цезаря перед виходом на арену. Одночасно гладіатори в жесті привітання підносили праву руку (Римський салют).
Сентенція стала відомою завдяки історико-біографічній фактологічній праці Гая Свето́нія Транквілла (лат. -Gaius Suetonius Tranquillus) «Життя дванадцяти цезарів» (лат. -  De Vita Caesarum). З неї випливає, що при імператорі Клавдії в Стародавньому Римі привітання було обов'язковим атрибутом перед початком бою на арені. Цим привітанням гладіатори демонстрували свою підданість і готовність до боротьби, а також готовність померти задля цезаря і публіки. Цей спосіб привітання був використаний у 52 році н. е. на озері Фу́чіно (італ. - Lago Fucino, Lago di Celano, лат. Fucinus Lacus) під час навма́хії — гладіаторскої імітації морского бою, у якому полоненим і злочинцям судилося померти в бою у присутності імператора Клавдія. Як повідомляє Светоній, Клавдій відповів: «Aut non» («Або ні»). 

Варіанти привітання містять «'Ave, Caesar», «Salutamus», «Morituri», відповіді — у текстах XV ст. «Avete vos» («Вітаю Вас»).

Сьогодні вираз вживається перед складним чи важливим випробуванням (напр. — вітаючись з екзаменатором), виступом чи важливою вирішальною розмовою.

## Варіанти-парафрази
- Ave, mare, morituri te salutant — Здрастуй, море, приречені на смерть вітають тебе.
- Res publica! Morituri te salutant — Державо! Приречені на смерть вітають тебе.

## Написання і вимова
- Латинське написання: [Avē Imperātor (Cæsar), moritūri tē salūtant] Помилка: {{Lang}}: текст вже має курсивний шрифт (допомога).
- Класична латинська вимова: ˈaweː ɪmpɛˈraːtɔr (ˈkajsar) mɔrɪˈtuːrɪ teː saˈluːtãːt